# Brian Elliott
Brian Elliott, född 9 april 1985, är en kanadensisk professionell ishockeymålvakt som spelar för Tampa Bay Lightning i National Hockey League (NHL).
Han har tidigare spelat för Ottawa Senators, Colorado Avalanche, St. Louis Blues, Calgary Flames och Philadelphia Flyers i NHL; Binghamton Senators, Peoria Rivermen och Lehigh Valley Phantoms i American Hockey League (AHL) samt Wisconsin Badgers i National Collegiate Athletic Association (NCAA).
Elliott draftades av Ottawa Senators i nionde rundan i 2003 års draft som 291:a spelare totalt.
Han vann William M. Jennings Trophy, tillsammans med Jaroslav Halák, för säsongen 2011–2012.